# Kings and Queens
Kings and Queens deseti je studijski album njemačkog heavy metal-gitarista Axela Rudija Pella. Diskografska kuća Steamhammer objavila ga je 1. ožujka 2004.

## Popis pjesama
Tekstovi i glazba: Axel Rudi Pell. 
| 1.    | »The Gate (Intro)« (instrumentalna skladba) | 1:01 |
| 2.    | »Flyin' High«                               | 4:01 |
| 3.    | »Cold Heaven«                               | 5:18 |
| 4.    | »Strong as a Rock«                          | 4:52 |
| 5.    | »Forever Angel«                             | 6:00 |
| 6.    | »Legions of Hell«                           | 8:40 |
| 7.    | »Only the Strong Will Survive«              | 5:32 |
| 8.    | »Sailing Away«                              | 5:50 |
| 9.    | »Take the Crown«                            | 6:48 |
| 10.   | »Sea of Evil«                               | 8:25 |
| 56:27 |                                             |      |

## Zasluge
Axel Rudi Pell
- Ferdy Doernberg – klavijature
- Volker Krawczak – bas-gitara
- Axel Rudi Pell – gitara, produkcija, fotografije
- Mike Terrana – bubnjevi
- Johnny Gioeli – vokal

Ostalo osoblje
- Ulf Horbelt – mastering
- Marc Klinnert – naslovnica
- André Marsell – umjetnički smjer
- Charlie Bauerfeind – produkcija, inženjer zvuka, miks